# 濱田耕作
濱田 耕作（はまだ こうさく、もしくは濱田 青陵（はまだ せいりょう）、1881年2月22日 - 1938年7月25日）は、日本の考古学者。京都帝国大学総長・名誉教授。「青陵」は号。「日本近代考古学の父」と呼ばれる。

## 略歴
出生から修学期
1881年、岸和田藩の上級藩士である濱田家の長男として大阪府南郡岸和田村（現：岸和田市岸城町）に生まれた。府立大阪尋常中学校（現：大阪府立北野高等学校）に入学するが、放校処分となり、その後東京府に渡り早稲田中学校（現：早稲田中学校・高等学校）に転校。卒業後は関西に戻り、第三高等学校（現：京都大学総合人間学部）をに進学、卒業した。
1902年、東京帝国大学文科大学史学科に入学し、美術史を専攻。1905年に卒業。同年、同大学大学院に進んだ。この頃から、美術雑誌「国華」の編集に携わるようになった。
京都帝国大学時代
1909年、野村琴寿と結婚。また、京都帝国大学文科大学講師に就任した。1913年、助教授に昇格し、ヨーロッパに留学を命ぜられ、考古学の研究を続けた。1916年に帰国し、京都帝国大学に考古学講座を開設。翌1917年に教授に昇格し、考古学研究室の初代教授となった。1918年には文学博士の学位を授与された。
『考古学通論』(1916年)、『通論考古学』(1922年)を刊行。『通論考古学』において、「考古学は過去人類の物質的遺物（に拠り人類の過去）を研究する学」と定義した。この書物は考古学の教科書として長く親しまれ、日本考古学の水準を高め、普及にも役立った。考古学講座からは梅原末治、末永雅雄、小林行雄らが育ち、考古学における京都学派を形成した。従来の日本の考古学の手法にヨーロッパの考古学研究方法を取り入れ、さらには中国および朝鮮半島を含むアジアの遺跡を調査するなどして、日本の考古学研究の発展に多大なる貢献を果たした。
1925年、島村孝三郎、原田淑人その他とともに東亜考古学会を創立。1931年、帝国学士院会員に推挙された。
京都帝国大学総長就任から死去まで
1937年には京都帝国大学の総長に就任した。1938年春以降、病気になり、京都帝国大学医学部附属病院に入院中、同年6月に清野謙次医学部教授による窃盗事件（清野事件）が発生し、総長として責任を感じた青陵は、7月上旬に辞意を表明した。重態の身であるにもかかわらずただちに退院して次の総長選挙等の対応を行うが、文部省による総長選挙中止決定から1週間後の7月25日、萎縮腎から尿毒症を併発して急死した。京都帝大では総長在任中の死を悼み初めての学葬を営んだ。
死後は京都市左京区鹿谷の法然院墓地に埋葬されている。
死後の顕彰
また彼の名をとって、優秀な考古学・歴史・美術などの研究に功績を残した人物に授与される濱田青陵賞が、1988年に岸和田市と朝日新聞社の共催により設けられた。

## 栄典
- 1935年（昭和10年）2月8日  - 勲二等瑞宝章[6]

## 研究内容・業績
『考古学通論』『通論考古学』と日本考古学
『考古学通論』（1916年）と『通論考古学』（1922年）は考古学の概説書としてその後の日本考古学の発展に大きな役割を果たした。
『考古学通論』は、W・M・F・ピートリー(1853～1942)の『考古学の方法と目的』(Methods and aims in archaeology 1904)を参考として自らの創意を加えて著したものである。
『通論考古学』は、第5編後編の冒頭「考古学的遺跡の発掘は、それ自身は一個の破壊なり」「これを記録の方法によりて永遠に保存し、出版によりて記録を学界に提供するにおいて、はじめて破壊の罪障を消滅せらる」がよく知られる。

## 家族・親族
- 夫人：野村琴寿。
- 息子：浜田敦は京都大学名誉教授・日本語学者。

## 著作
著書
- 『考古学通論』（1916年）
- 『希臘紀行』（1918年）
- 『南欧游記』（1919年）
- 『通論考古学』（1922年）NDLJP:964457
  - 復刻 雄山閣、岩波文庫
- 『有竹斎蔵古玉譜』（1925年）
- 『百済観音』（1926年）
  - 新版 平凡社東洋文庫
- 『橋と塔』（1926年）
- 『ミハエリス氏（英語版）美術考古学発見史』（1927年）
  - 復刻 雄山閣
- 『博物館』（1929年）
- 『考古游記』（1929年）NDLJP:1918629
- 『東亜文明の黎明』（1930年）NDLJP:1918596
- 『天正遣欧使節記』（1931年）
- 『慶州市|慶州の金冠塚』（1932年）
- 『新羅古瓦の研究』（共著、1934年）
- 『考古学研究』（1938年）
- 『日本美術史研究』（1940年）
- 『考古学入門』（「博物館」改題、1941年）
- 『東洋美術史研究』（1942年）
- 『東亜考古学研究』（1943年）
- 『青陵随筆』（1947年）

著作全集
『濱田耕作著作集』（全7巻、同朋舎出版、1987年〜1993年）
1. 『日本古文化』
2. 『日本の古美術』
3. 『東亜古代文化』
4. 『キリシタン文化』
5. 『西方古典文化とその遺跡』
6. 『青陵随想』

## 評伝
- 藤岡謙二郎『浜田青陵とその時代』（学生社、1979年）

### 回想
- 『東方学回想 Ⅳ 先学を語る〈2〉』（刀水書房、2000年）、関係者の座談会での回想を収録
- 『考古学京都学派』（角田文衛編、雄山閣出版、増補版1997年）、濱田と弟子等の回想と評伝